# Naja Rosa
Naja Rosa Koppel, nota solo come Naja Rosa (Copenaghen, 5 agosto 1980), è una cantante danese.

## Carriera
Naja Rosa è figlia di Thomas e Annisette Koppel, fondatori del gruppo rock Savage Rose. Sin da bambina ha contribuito prestando la voce ad alcuni dei progetti musicali dei genitori. Il suo debutto come solista è avvenuto nel 2010 con la pubblicazione dell'album di debutto eponimo, che ha debuttato al 4º posto in classifica in Danimarca ed è stato seguito da una tournée nazionale. Il secondo album, The Place I Call Home, è uscito due anni dopo ed è entrato al 7º posto in classifica, mentre il terzo disco del 2014, These Are the Times, ha raggiunto la 22ª posizione.

## Discografia

### Album in studio
- 2010 – Naja Rosa
- 2012 – The Place I Call Home
- 2014 – These Are the Times

### Singoli
- 2010 – When the Smoke Clears
- 2011 – Take You There
- 2014 – Game Over